# Accord-cadre de coopération économique entre la Chine et Taïwan
L'Accord-cadre de coopération économique entre la Chine et Taïwan (ECFA) est un accord de libre-échange entre la Chine et Taïwan.

## Histoire
Cet accord cadre fait partie de la politique d'amélioration des relations avec la Chine menée par le président Ma Ying-jeou, notamment dans les domaines économiques. Cette amélioration des relations passe notamment par l'ouverture de nombreuses lignes aériennes entre les deux pays (plus de 600 par semaine en 2013) et l'ouverture de Taïwan aux touristes chinois et aux étudiants chinois, ou encore la possibilité de convertir le Yuan chinois à Taïwan.
L'accord est signé à Chongqing en juin 2010. L'accord est l'objet de joutes verbales et physiques lors de son examen par le parlement de Taiwan en juillet 2010, après plusieurs manifestations. L'accord a été voté en août 2010 à 68 pour et 0 contre, l'opposition ayant boycotté le scrutin. Il a pris effet le 12 septembre 2010.

## Contenu
L'accord vise une réduction des tarifs douaniers de la Chine sur 536 types de produits ce qui représente 16 % des exportations taiwanaise vers la Chine contre une réduction par Taïwan des droits de douane sur 267 types de produits ce qui représente 10,5 % des exportations chinoises vers Taïwan.
Cet accord prévoit le démarrage de négociation de plusieurs accords plus spécialisés ou approfondis, dont l'accord commercial sur les services entre les deux rives, signé en 2013, qui a fait l'objet d'une importante opposition et d'un mouvement étudiant, le Mouvement Tournesol des Étudiants.